# Ovillaria
Ovillaria,  monotipski rod zelenih alga čija porodična pripadnost još nije točno utvrđena. Jedina je vrsta morska alga O. catenata kod Južnog otoka na Novom Zelandu